# Eric Clapton (album)
Albums de Eric Clapton
On Tour with Eric Clapton
(1970) Layla and Other Assorted Love Songs
(1970)
Singles
1. After Midnight
Sortie : octobre 1970
2. Blues Power
Sortie : 1970
3. Let It Rain
Sortie : 1972

Eric Clapton est le premier album studio éponyme de la carrière solo de l'artiste. Il est sorti en août 1970 sur le label Polydor en Europe et Atco pour l'Amérique du nord et fut produit par Delaney Bramlett.

## Contexte et illustration
Après avoir fait partie de plusieurs groupes rock, soit The Yardbirds, John Mayall & the Bluesbreakers, Cream et Blind Faith, Clapton enregistre son premier album solo à la fin de 1969 et au début de 1970. La photo de la pochette de l'album, photographiée par Barry Feinstein, représente Clapton assis dans un studio photo de Los Angeles fumant une cigarette, sa guitare électrique Fender Stratocaster « Brownie (en) » posée entre ses jambes.

## Historique
Grâce au groupe de Delaney and Bonnie and Friends : Delaney et Bonnie Brammlett, Rita Coolidge, Carl Radle… Clapton s’ouvre à d’autres conceptions musicales que le blues : musique sud-américaine, ballades, chansons lentes, thèmes country, chansons d’amour… Carl Radle transmet à Clapton l’une des premières chansons d’un certain JJ Cale alors encore inconnu, After Midnight, qui devient un hit américain, avant-garde d’un chemin musical – "laid back" - que Clapton suivra par la suite.
Les premiers enregistrements eurent lieu en novembre 1969 aux Studios Olympic de Londres qui sont suivis de deux autres sessions, une en janvier 1970 dans les studios du Village Recorders à Los Angeles et l'autre en mars aux Island studios de Londres. La plupart des musiciens qui jouent sur l'album ont travaillé avec Delaney & Bonnie et les ont accompagnés sur la tournée de Blind Faith dont il faisait la première partie. À noter la présence de Leon Russell au piano et de Stephen Stills à la guitare et aux chœurs. Ce dernier joue aussi la basse sur la chanson Let It Rain. Et d'ailleurs cette chanson "Let It Rain" s'intitulait auparavant "She Rides" avec des paroles totalement différentes, elle est disponible sur la version rééditée et augmentée de l'album Eric Clapton sortie en 2006, en version alternative. 
Cet album se classa à la 14e place des charts britanniques et à la 13e place du Billboard 200 aux États-Unis.

## Liste des titres
Face 1
| No | Titre                             | Auteur                         | Durée |
| -- | --------------------------------- | ------------------------------ | ----- |
| 1. | Slunky                            | Delaney Bramlett, Eric Clapton | 3:33  |
| 2. | Bad Boy                           | D. Bramlett, Clapton           | 3:33  |
| 3. | Lonesome and a Long Way from Home | Bonnie Bramlett, Leon Russell  | 3:29  |
| 4. | After Midnight                    | J.J. Cale                      | 2:50  |
| 5. | Easy Now                          | Clapton                        | 2:56  |
| 6. | Blues Power                       | Clapton, Russell               | 3:05  |

Face 2
| No  | Titre                      | Auteur                     | Durée |
| --- | -------------------------- | -------------------------- | ----- |
| 7.  | Bottle of Red Wine         | B. Bramlett, Clapton       | 3:05  |
| 8.  | Lovin' You Lovin' Me       | D. Bramlett, Clapton       | 3:19  |
| 9.  | Told You for the Last Time | B. Bramlett, Steve Cropper | 2:30  |
| 10. | Don't Know Why             | B. Bramlett, Clapton       | 3:10  |
| 11. | Let It Rain                | B. Bramlett, Clapton       | 5:01  |

## Musiciens
- Eric Clapton : guitare rythmique et solo, chant
- Delaney Bramlett : guitare rythmique, chœurs
- Stephen Stills : guitare, basse (Let It Rain), chœurs
- Carl Radle : basse (sauf sur Let It Rain)
- Leon Russell : piano
- John Simon : piano
- Bobby Whitlock : orgue, chœurs
- Jim Price : trompette
- Bobby Keys : saxophone
- Bonnie Bramlett : chœurs
- Rita Coolidge : chœurs
- Sonny Curtis : chœurs
- Jerry Allison : chœurs
- Jim Gordon : batterie

## Production
- Production et arrangements : Delaney Bramlett
- Ingénieur : Bill Halverson
- Enregistrement : Studios The Village Recorder de Los Angeles, Californie
- Photographie et design de la pichette : Barry Feinstein
- Équipement : Bill Reed, Clark

## Charts
| Pays        | Durée du classement | Meilleur classement |
| ----------- | ------------------- | ------------------- |
| Canada      | 16 semaines         | 17e                 |
| États-Unis  | 32 semaines         | 13e                 |
| Norvège     | 1 semaine           | 17e                 |
| Royaume-Uni | 8 semaines          | 14e                 |

### Charts single
| Date | Single         | Chart              | Durée du classement | Position |
| ---- | -------------- | ------------------ | ------------------- | -------- |
| 1970 | After Midnight | Hot 100            | 12 semaines         | 18e      |
| 1970 | After Midnight | RPM Top Singles    | 11 semaines         | 10e      |
| 1970 | After Midnight | RMNZ Singles Top40 | 7 semaines          | 17e      |
| 1970 | After Midnight | Mega Top 50        | 4 semaines          | 19e      |
| 1972 | Let It Rain    | Hot 100            | 13 semaines         | 48e      |
| 1972 | Let It Rain    | RPM Top Singles    | 4 semaines          | 42e      |